# Storga

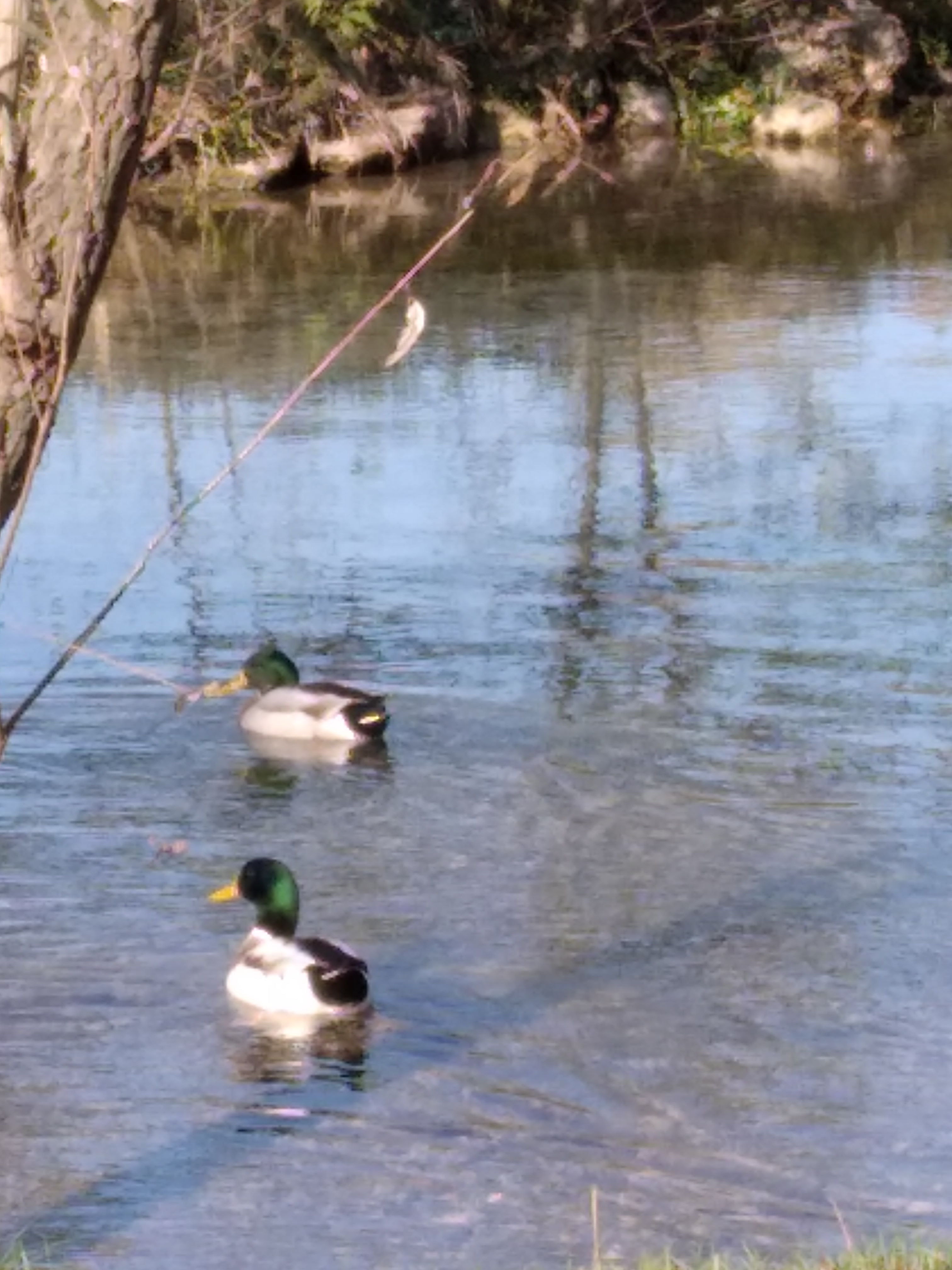
Lo Storga in Località Madonnetta

Lo Storga è un fiume della provincia di Treviso.

## Corso
Scorre interamente nel comune di Treviso: nasce in località Sant'Artemio per procedere verso sud sfociando nel Sile, del quale è affluente di sinistra, tra Fiera e Lanzago, in corrispondenza dell'ex mulino Mandelli (costruito nel 1876). Lo si può vedere in località Madonnetta, a Santa Maria del Rovere, in Viale Brigata Marche, a Selvana.
Un suo affluente è il Rio Piavon, che nasce presso il Museo Etnografico delle Case Piavone.

## Aree naturali
Presso l'area delle risorgive è stato istituito il parco dello Storga.